# サベージスカイ
『サベージスカイ』（SAVAGE SKIES）はiRock Interactiveが開発し、2002年にPlayStation 2とWindows（Xbox版はキャンセル
）にてリリースされた3Dフライトアクションシューティングゲームである。PlayStation 2版は日本でも2003年3月6日にサクセスより、発売された。

## 概要
ドラゴンや巨大な鳥など翼を持つクリーチャーに乗って戦う、ダークファンタジックな世界が舞台。魔術師モタロビスにより、王が倒され、帝国が滅び、アンドロスが王を務めるヴァトゥーイン、カリヴァン率いるクリサリス、魔術師モタロビス率いるパリアーの3つの派閥の王国に分裂した世界で、プレイヤーはこの3つの勢力の国の中から選び、属するドラゴンや巨大な鳥などのクリーチャーに乗って操り、マップにある色んな攻撃アイテムを取りながら、敵と空中戦を繰り広げ、27の様々なミッションをこなしながら立場の違う、3つのストーリーを進めていく。24の様々なクリーチャーがいるが、ヴァトゥーイン、クリサリス、パリアーのそれぞれの属する国によって操作できるクリーチャーが違い、また特定の条件をクリアしたうえで初めて使用できるものもいる。
クリーチャーの基本操作を学ぶトレーニングや1人モードのストーリーモードの他、2人同時対戦も可能で、タイムアタック、CPUが操る味方を加えた2対2のチームバトルも出来る。

## 音楽
このゲームは開発当初、iRock Interactiveがブラック・サバスのオジー・オズボーン協力で、" 『Ozzy’s Black Skies』" と言うタイトルでリリースしようとしていた。3Dで描かれたオジー・オズボーンをモデルにした、キャラクターがゲームに登場し、ヴァトゥーイン、クリサリス、パリアーの3つの勢力が"オジーの文字"によって、導かれると言う設定であった。またオジー・オズボーンの音楽に影響されたゲーム設定で、『クレイジートレイン』や『パラノイド』などブラックサバスの曲を始め、オジー・オズボーンがゲームのBGMの為に作った曲など13曲提供していた。しかし、2001年後半にそのコスト高による削除や、開発元のiRock Interactiveが倒産するなど、様々な事情により、開発はキャンセルされた。ゲーム自体はほぼ完成し、公開もされていたので、サベージスカイとタイトルを変えて、リリースされ、ゲームにおけるオジー・オズボーンの関連性は全て削除された。またオジー・オズボーンの曲も削除された、部分もあるものの、幾つかBGMで残っている。